# 米歇尔·麦克纳马拉
米歇尔·艾琳·麦克纳马拉（Michelle Eileen McNamara，1970年4月14日—2016年4月21日）是一位美国真实犯罪作品作家， 她有一部作品以約瑟夫·迪安傑洛殺人案為主題。 而且她的作品還被被改编为纪录片，並於2020年在HBO上放映。
麦克纳马拉对阿片类药物有瘾。2016年4月21日，麦克纳马拉去世，享年46岁。當時她正在洛杉矶的家中睡覺。根据尸检报告显示，她是因服药过量而死，而且他的死因與包括阿得拉尔、芬太尼和阿普唑仑在內的多種處方藥有關 ，而且有些药物並不是医生开给她的，人們還在她的尸體內发现了可卡因和左旋咪唑等其他物質。心脏病也是导致她死亡的一个因素。